# Planejamento urbano

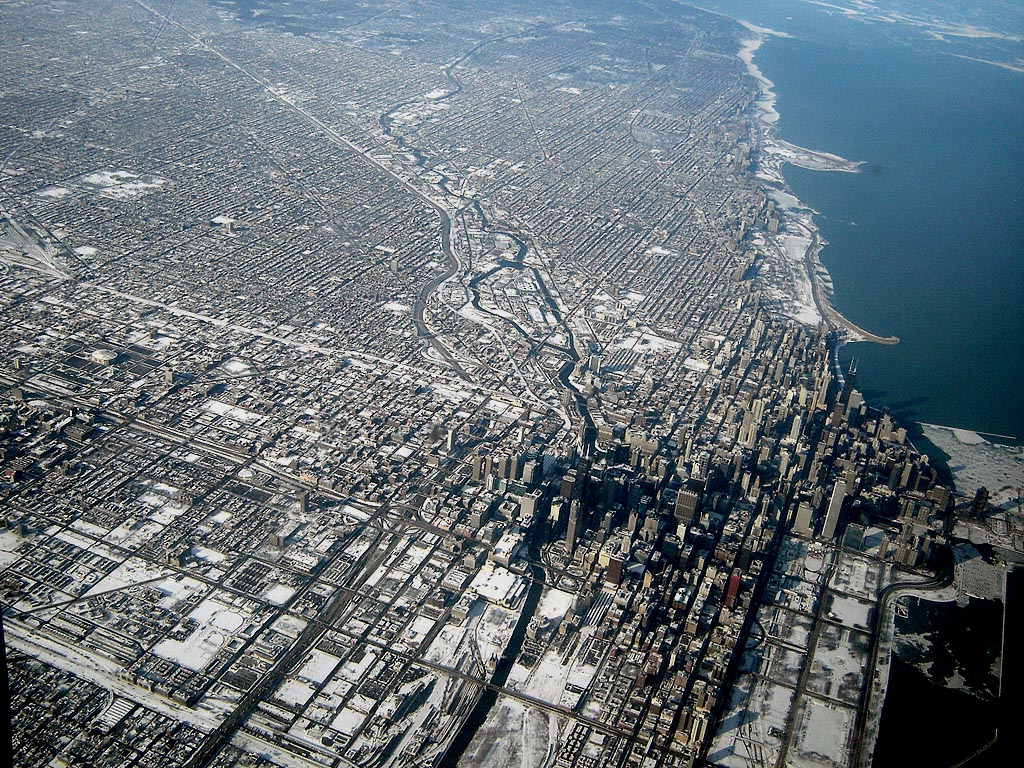
O foco do planeamento urbano é a organização e o desenho de assentamentos humanos, desde as menores vilas até as maiores cidades. Na foto, a cidade de Chicago.

O planejamento urbano(português brasileiro) ou planeamento urbano(português europeu) é a disciplina e profissão que lida com processo de criação e desenvolvimento de programas e serviços que visam a melhorar a qualidade de vida da população de áreas urbanas (como cidades ou vilas) existentes ou a serem planeadas. O planeamento urbano, segundo um ponto de vista contemporâneo (e, em certa medida, pós-moderno), tanto enquanto disciplina acadêmica quanto como método de atuação no ambiente urbano, lida basicamente com os processos de produção, estruturação e apropriação do espaço urbano. A interpretação destes processos, assim como o grau de alteração de seu encadeamento, varia de acordo com a meta a ser atingida através do processo de planejamento e do poder de atuação do órgão planeador que depende da legislação em vigor, acesso a informação técnico-científica, socioeconômica, cultural, demográfica, geográfica, entre outras.
Planeadores urbanos, os profissionais que lidam com este processo, aconselham municípios, sugerindo possíveis medidas que podem ser tomadas com o objetivo de melhorar a qualidade de vida de uma dada comunidade urbana, ou trabalham para o governo ou empresas privadas que estão interessadas no planejamento e construção de uma nova cidade ou comunidade.
Os planeadores urbanos trabalham tradicionalmente junto às autoridades locais, geralmente para a municipalidade da cidade ou vila, embora nas últimas décadas tenham se destacado os profissionais que trabalham para organizações internacionais, empresas ou grupos comunitários que propõem planos para governos subnacionais e nacionais. O dia a dia de um planeador urbano inclui, principalmente, melhorias na qualidade de vida das comunidades. Para o planejador urbano, uma comunidade é um sistema interdependente entre seres vivos e espaço construído e o bem-estar das partes depende da qualidade das outras.
Uma ideia muito comum, ainda que com certo nível de imprecisão teórica, é a de que os planeadores urbanos trabalham principalmente com o aspecto físico de uma cidade, no sentido de criar propostas que têm como objetivo embelezá-la e fazer com que a vida urbana seja a mais confortável, proveitosa e economicamente viável a todos os habitantes. Porém, o trabalho de planeamento envolve especialmente o contato com o processo de produção, estruturação e apropriação do espaço urbano, e não apenas sua configuração a posteriori, como quer a afirmação anterior. Sob este ponto de vista, os planejadores são atores de um perpétuo conflito de natureza eminentemente política e, por este motivo, seu trabalho não deve ser considerado como neutro. Também precisam prever o futuro e os possíveis impactos, positivos e negativos, causados por um plano de desenvolvimento urbano, e podem ser acompanhados de controvérsias, já que eles podem contrariar a opinião de grupos com interesses específicos que, às vezes, não correspondem à necessidade da população majoritária.

## Planejamento urbano e urbanismo

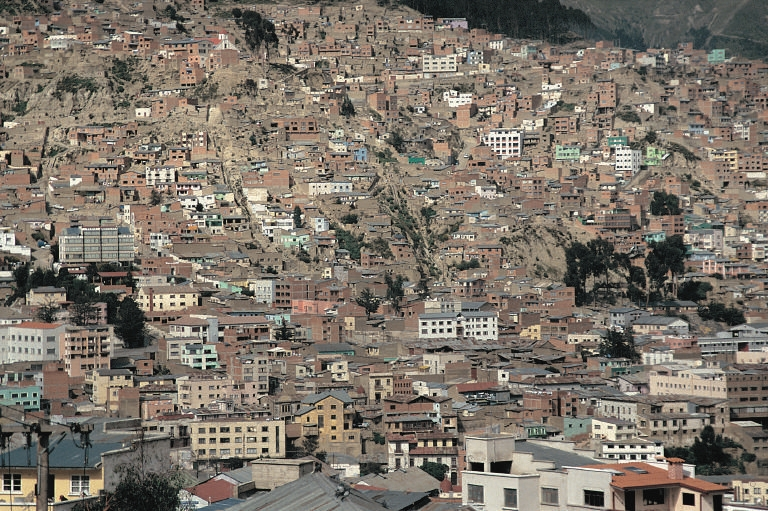
Favelas são uma consequência da falta de planejamento urbano.

Uma definição precisa do que seja o planejamento urbano necessariamente passa pelo trabalho de localizá-lo, enquanto disciplina, em relação ao urbanismo. Tanto o planejamento urbano quanto o urbanismo são entendidos como o estudo do fenômeno urbano em sua dimensão espacial, mas diferem notadamente no tocante às formas de atuação no espaço urbano. Desta maneira, o urbanismo trabalha (historicamente) com o desenho urbano e o projeto das cidades, em termos genéricos, sem, necessariamente, considerar a cidade como agente dentro de um processo social interativo, enquanto que o planejamento urbano, além de agir diretamente do ordenamento físico das cidades, trabalha com os processos que a constroem (ainda que, indiretamente, sempre atue no desenho das cidades).
O planejamento urbano é atividade, por excelência, multidisciplinar, enquanto que o urbanismo, ao longo da história, se caracterizou como disciplina autônoma (especialmente do ponto de vista profissional). Porém, os limites entre o planejamento e o urbanismo são pouco claros na prática: intervenções urbanísticas na cidade são comumente tratadas como "obras de planejamento", enquanto que atividades típicas do planejamento (como a criação de um plano diretor), são eventualmente tratadas como "obras de urbanismo".
A questão da definição clara e distinta das duas disciplinas complica-se de fato quando se procura a sua história: é um consenso, no meio acadêmico, que o Urbanismo seja tratado apenas como disciplina autônoma a partir do século XIX e que o planejamento urbano surja como matéria de interesse acadêmico apenas no século XX, mas também é fato que as cidades são planejadas e desenhadas desde o início da civilização. Desta maneira, a história das cidades (ou da urbanização, para ser mais preciso), ocorre paralelamente com a história do homem em sociedade, embora o estudo da intervenção do homem na cidade seja mais recente. A partir do momento em que se considera que o planejamento urbano lida basicamente com o conjunto de normas que regem o uso do espaço urbano (assim como sua produção e apropriação), sua história seria bastante diversa daquela referente ao desenho das cidades.

## História

### A cidade e o aparecimento da civilização
A atividade de planeamento urbano visa a organização de uma cidade ou território; no entanto, identificar os primórdios das iniciativas organizadas é difícil, dado que cidades não planeadas foram construídas ao longo da história. Assim, para compreender a disciplina do planeamento urbano, é essencial o apoio de uma civilização. A civilização, por outro lado, pode ser definida de várias formas. Segundo Gideon Sjoberg, uma civilização:

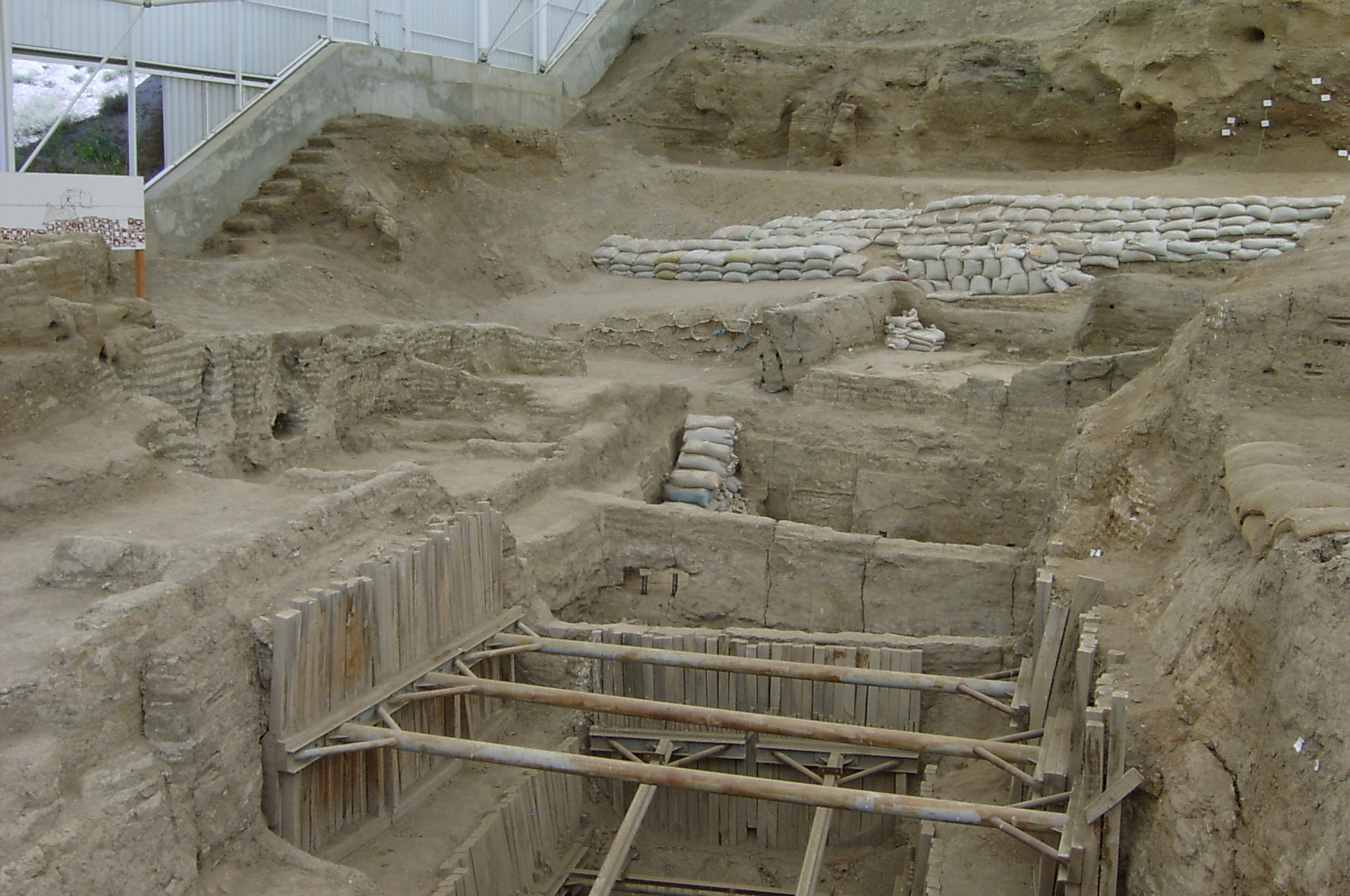
Vestígios da antiga cidade de Çatal Hükük

Existem duas teorias para explicar o aparecimento dos primeiros povoamentos humanos: por um lado, uma série de teorias defende que a principal razão para o povoamento definitivo seria a agricultura.  Por outro lado, defende-se a tese oposta, argumentando-se que a agricultura é precisamente o resultado desse povoamento. 
De qualquer modo, a comunidade científica aceita unanimemente que ocorreu uma mudança drástica em 7000 a.C., devido às alterações climáticas. O surgimento das primeiras cidades pode ser situado neste período. Na região da Anatólia, no sul da Turquia, por exemplo, a cidade de Çatal Hüyük foi fundada em 6500 a.C. Esta cidade cresceu para uma população de 10.000 habitantes em mil anos. 
Pistas de que a civilização humana têm trabalhado com planejamento urbano em escala limitada remonta a 3500 a.C. A cultura ocidental situou a origem do conceito de cidade no Mar Mediterrâneo, precisamente nos períodos grego e romano antes de Cristo. No entanto, os primeiros planeamentos urbanos podem estar localizados nos centros urbanos da Mesopotâmia já em 3000 a.C. Exemplos incluem as cidades de Eridu, Ur, Erech, Babilônia, Assur e Arbela. Essas cidades sumérias formaram uma organização de cidades-estado, e "pelo menos onze delas, incluindo Ur, Erech, Larsa, Kish e Nippur, mantiveram dinastias separadas, por vezes entrando em conflito umas com as outras"..
A cidade de Ur, por exemplo, tinha três partes principais: a cidade amuralhada, o "temenos" ou lugar sagrado e a cidade exterior. A cidade de Ur foi a capital do Império Sumério entre 2110 e 2015 a.C. e é considerada um modelo da cidade suméria. A construção era organizada em torno de um pátio, tal deve-se à elevada densidade do tecido urbano, segundo alguns historiadores. Esta construção "de dentro para fora", em que as áreas privadas assumem maior importância do que as públicas, repetir-se-á nas cidades islâmicas a partir de então. Nas cidades ocidentais, a rua e, em geral, os espaços públicos são os organizadores da cidade; por outro lado, nas cidades mesopotâmicas anteriores, e nas cidades islâmicas posteriores, a cidade estava organizada da casa para a rua, com o padrão irregular de ruas que isso implica.
A ideia de que a muralha é essencial para a definição de cidade constitui uma falsa concepção paroquiana, de acordo com Mumford. A muralha tornou-se uma necessidade prática não apenas como símbolo, a partir da invenção das artes do extermínio coletivo e da destruição organizada, desempenhando um papel na fixação dos limites físicos em contraponto à fácil expansão urbana, impondo uma forma definida à cidade. Max. Weber sustenta que, de modo geral, tanto a cidade oriental como a do Mediterrâneo Antigo e a cidade medieval conhecem o burgo com muralhas. Para Mumford, além das funções de defesa militar, controle, unificação religiosa e proteção, a muralha teve outro papel a desempenhar, qual seja o de estabelecer um contrato nítido e formal entre cidade e campo, referindo-se à intimidação e à insegurança, em contraponto à ideia de cidade onde se podia dormir e trabalhar com uma sensação de extrema segurança. Na Mesopotâmia, as necessárias cooperações da vida urbana, observa Mumford, exigem a constante aplicação do poder de polícia, e a cidade passa a ser uma espécie de prisão, em que seus habitantes se encontram sob constante vigilância, um estado perpetuado pela muralha da cidade e pelos seus portões.
Muitos historiadores consideram como pai do planejamento urbano o grego Hippodamus e as suas teorias e ideias sobre o uso ideal da terra e da localização de ruas e edifícios nas cidades de Mileto e Pireu.[carece de fontes?]
Os muçulmanos são, muitas vezes, creditados com a criação do zoneamento, criando zonas específicas para estabelecimentos comerciais, residências, culto religioso etc.
Muitas cidades das civilizações pré-colombianas também construíram suas cidades, considerando um planejamento urbano incluindo sistemas de esgoto e de água corrente. A Cidade de Tenochtitlan-México, capital do Império Asteca, foi construída numa ilha do lago Texcoco onde é hoje a Cidade do México. No seu auge, Tenochtitlan era a maior cidade do mundo, com uma população próxima a 250 mil habitantes.

### Antiguidade
A Civilização do Vale do Indo é considerada por muitos como a primeira civilização a desenvolver o senso de planejamento urbano, por volta de 2600 a.C. onde algumas pequenas vilas cresceram em grandes cidades contendo milhares de pessoas, que não trabalhavam primariamente na agricultura, criando uma cultura unificada. O repentino aparecimento dessas grandes cidades, bem como o crescimento e a formação organizada destas cidades, parece ser o resultado de um esforço planejado e deliberado. Alguns assentamentos da Civilização do Vale do Indo aparentemente foram designados segundo um plano desenvolvido. As ruas de cidades como Moenjodaro e Harapa também foram desenhadas segundo um padrão de gradeamento imperfeito, com uma hierarquia de ruas, (avenidas comerciais para pequenas vias residenciais), de modo a proteger as áreas residenciais da poluição sonora, de fortes odores e de ladrões existentes próximos às áreas urbanas.
Os antigos romanos utilizaram um padrão consolidado de planejamento urbano, voltado para defesa militar e conveniência civil. O plano básico é uma praça quadrada central com serviços urbanos, cercados por uma grade compacta de ruas, tudo cercado por um muro para defesa. Para reduzir o tempo necessário para locomoção, duas ruas em diagonal cruzam pela praça quadrada. Um rio geralmente corre dentro da cidade, para obtenção de água potável e transporte, e despejo de esgoto, até mesmo durante cercos. Muitas cidades europeias ainda conservam a essência destes plano, como Turim.
Habitantes de cidades da antiguidade criaram certas áreas destinadas para encontros, recreação, comércio e culto religioso. Muitas destas cidades possuíam muralhas em volta, cujo objetivo era impedir (ou, ao menos, de dificultar) o acesso de possíveis inimigos à cidade. A construção de prédios públicos e monumentos são outros exemplos de planejamento urbano nos tempos antigos, das quais, as cidades mais famosas são Roma e Atenas.

### Idade Média
Muitas cidades e feudos medievais eram protegidas por muros. Com o crescimento populacional, muitas destas cidades tornaram-se superpovoadas. Para solucionar este problema, algumas cidades derrubavam seus muros (e muitas vezes construindo outro, protegendo uma área maior), e outras simplesmente deixavam seus muros antigos de pé, construindo novas cidades e vilas ao redor da antiga cidade.
A religião fazia parte integral da vida política, cultural e social da Europa da Idade Média, e isto reflete-se nas cidades da época, onde na maioria das vezes, a principal igreja estava localizada no centro da cidade, e era a maior, a mais alta e a mais cara estrutura.
Muitas civilizações da América Latina utilizaram medidas de planejamento urbano em suas cidades, como sistemas de esgoto e água potável. Tenochtitlán, a capital do Império Asteca, foi construído em uma ilha no Lago Texcoco, no que é atualmente Cidade do México no México. No seu auge, Tenochtitlán era uma das maiores cidades do mundo à época, com aproximadamente 250 mil habitantes.

### Renascimento
Durante o Renascimento, um período de grande desenvolvimento artístico, planejadores urbanos desenhavam partes de uma cidade em grande escala, criando grandes áreas para solucionar a super lotação de tempos antigos. Exemplos são a Catedral de São Pedro, em Veneza, e a Basílica de São Pedro, no Vaticano. Já um exemplo de uma área que foi inicialmente planejada, antes de ter sido construída, é o Palácio de Versailles, na França, uma minicidade por si mesma.
Alguns artistas conhecidos, como Leonardo da Vinci e Michelangelo, por exemplo, desenharam e ajudaram a embelezar algumas cidades italianas, no século XV e XVI, enquanto Georges-Eugène Haussmann planejou grandes avenidas e praças, em Paris, no século XIX, que ajudaram a cidade francesa em se tornar reconhecida mundialmente como uma das cidades mais belas do mundo.
Algumas cidades dos Estados Unidos, na América colonial foram planejadas de antemão antes de terem sido construídas. Exemplos incluem Charleston, Filadélfia e Savannah. O exemplo mais famoso, porém, é o da atual cidade de Washington, DC, a atual capital do país. George Washington contratou Pierre Charles L'Enfant, um arquiteto francês, para planejar a cidade.

### Revolução Industrial

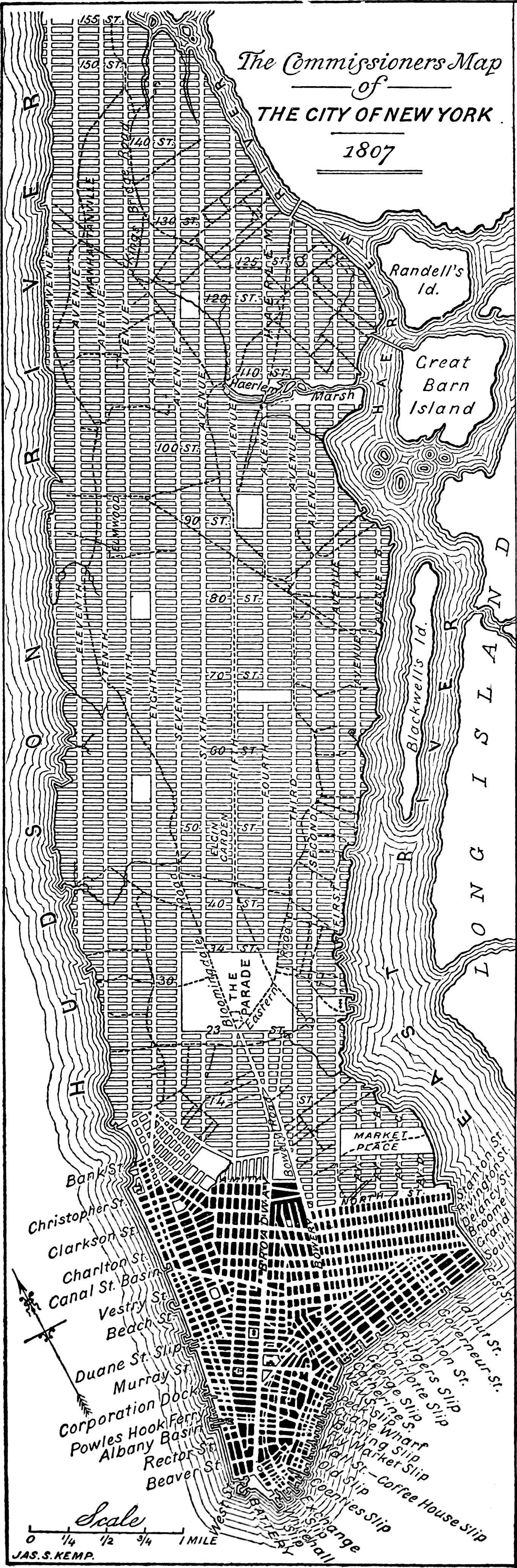
Planejamento da ilha de Manhattan de 1811, sem o Central Park.

L'Enfant Plan da cidade de Washington em março de 1792.

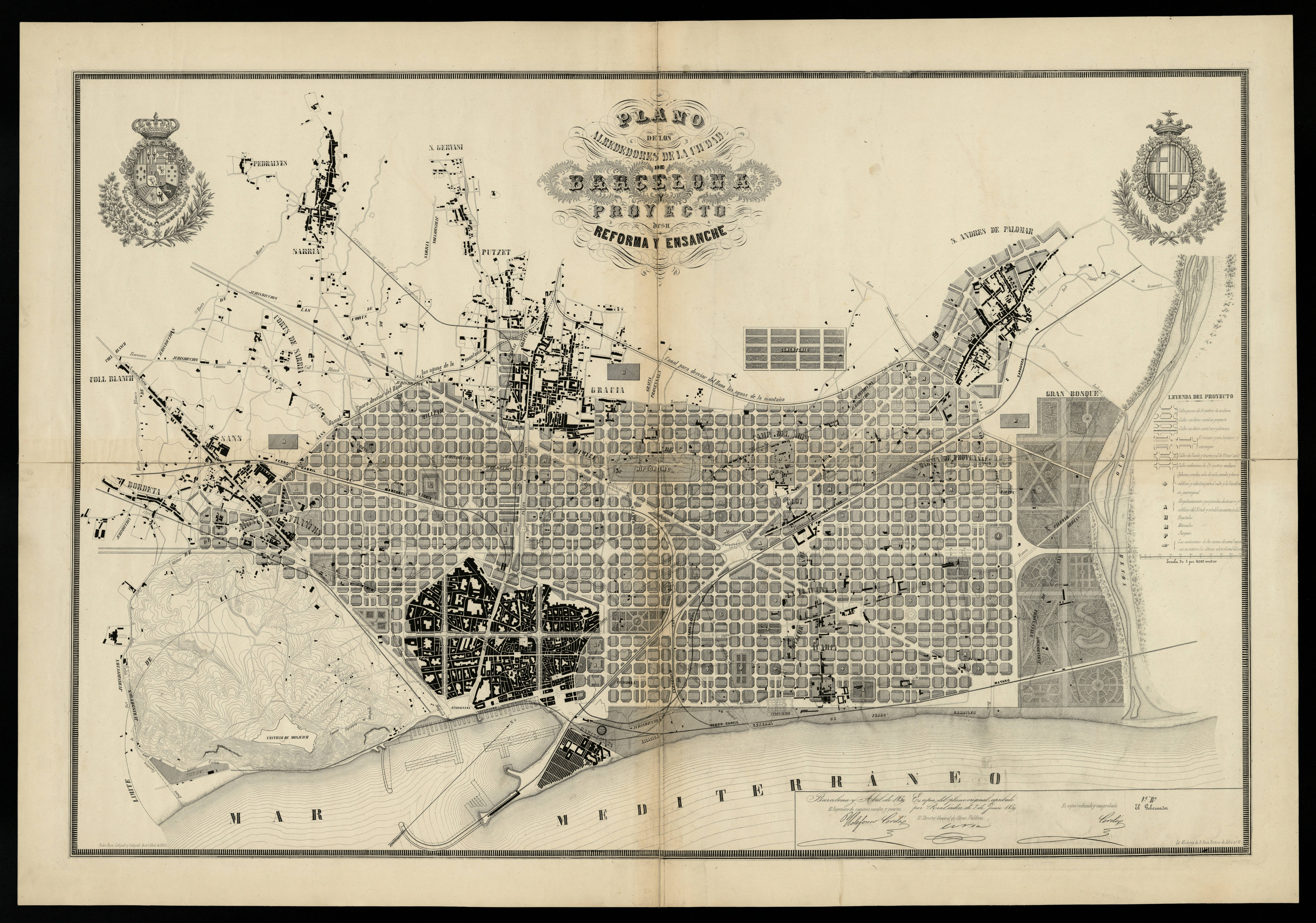
Plano urbanístico de Barcelona em 1850.

Com a Revolução Industrial, nos séculos XVIII e XIX, e a criação de fábricas em cidades, a população de muitas cidades europeias e americanas começaram a aumentar rapidamente, recebendo milhares de pessoas vindas dos campos, abandonando trabalhos nas áreas rurais, para trabalhar na indústria. Isto fez com que cidades da época ficassem superlotadas, sujas e barulhentas. Muitas pessoas viviam em bairros que possuíam péssimas condições sanitárias, na qual famílias inteiras viviam espremidas em casas de um ou dois cômodos, perto das fábricas.
Reformistas sociais começaram a pedir ao governo que melhorassem tais condições precária de vida, sugerindo planos como novo zoneamento, com casas, jardins e áreas verdes. Também sugeriram a separação de zonas industriais e residenciais, cada uma em zonas separadas da cidade. Várias municipalidades e governos tomaram medidas para melhorar a qualidade de vida nas cidades, mas à medida que estas continuavam a crescer rapidamente, as poucas medidas tomadas foram insuficientes para surtir algum efeito.
Planejadores urbanos tentaram mostrar a imagem de uma cidade ideal na Feira Mundial de Chicago, em 1893. Largas e grandes avenidas, com grandes estruturas públicas, eram dois dos muitos aspectos numa cidade ideal. A exposição marcou o início do movimento City Beautiful (Bela Cidade, em inglês), nos Estados Unidos.

### Século XX- Tempos atuais

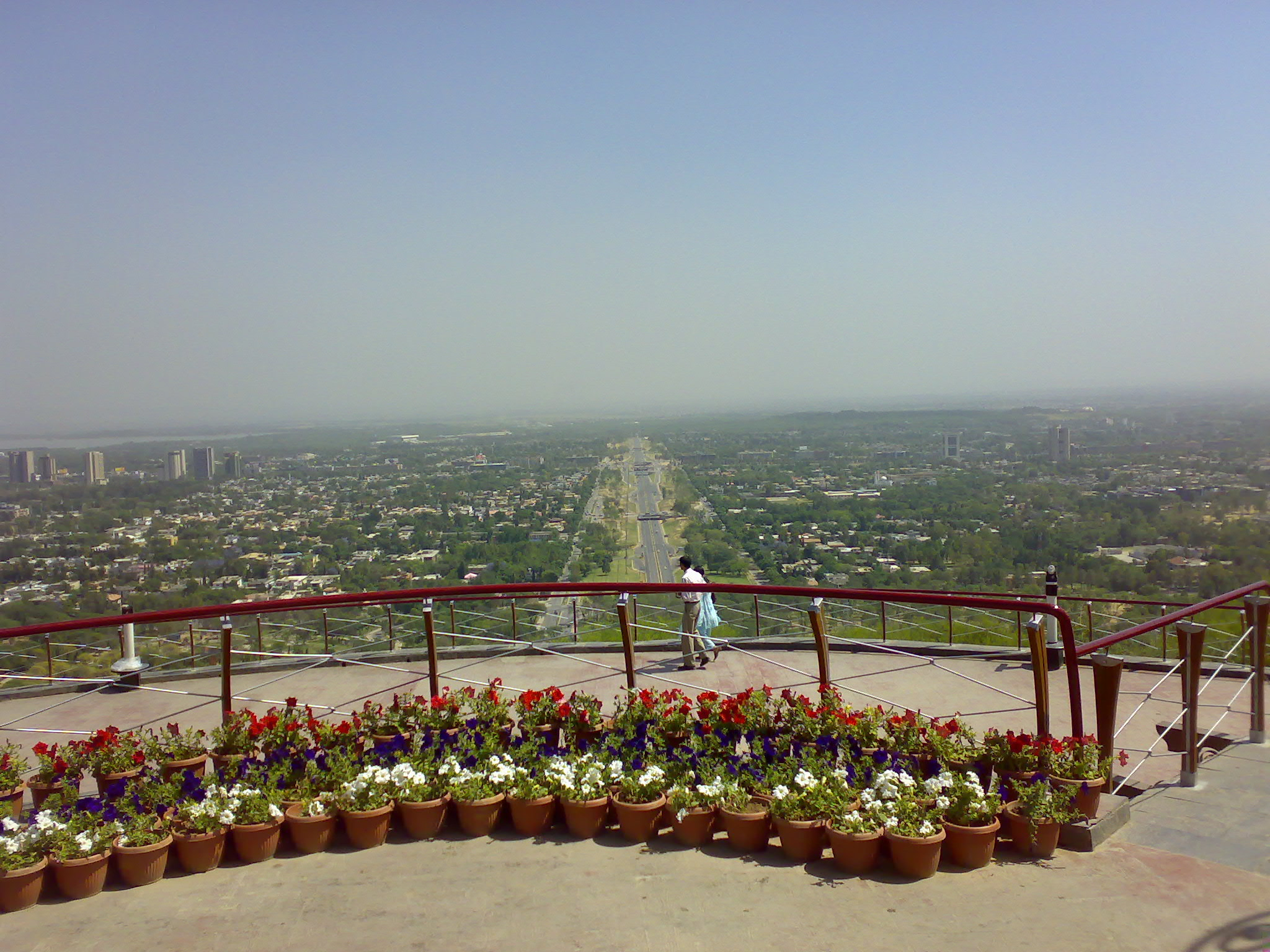
Islamabad, no Paquistão.

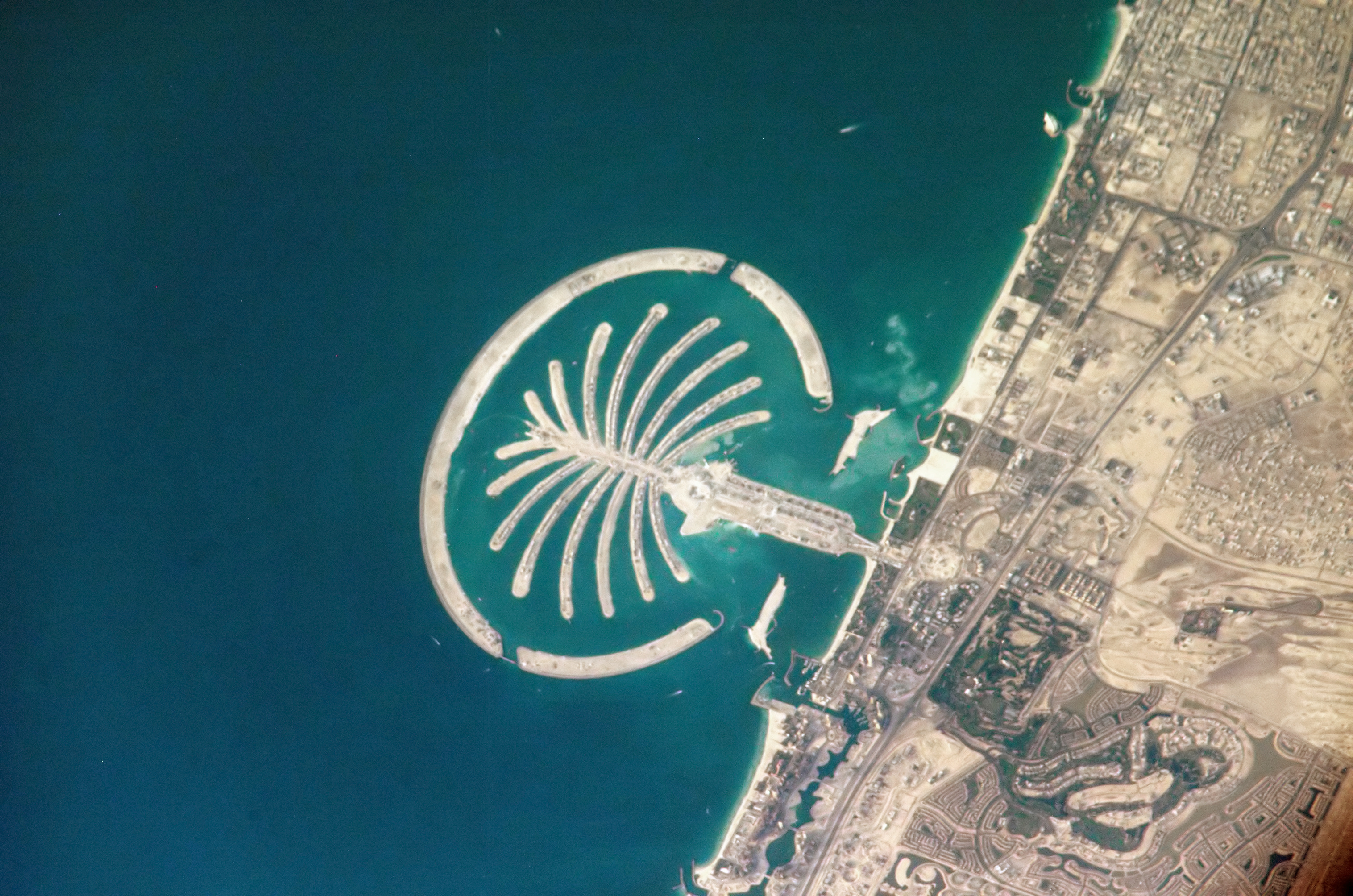
O Palm Islands, em Dubai.

Até o final do século XIX, o planejamento urbano na maioria dos países industrializados era de responsabilidade de arquitetos, que eram contratados por empresas particulares ou, raramente, pelo governo. Mas o crescimento dos problemas urbanos durante o final do século XIX forçou governos de muitos países, em especial, o dos Estados Unidos, a participar mais ativamente no processo de planejamento urbano.
O Movimento moderno na arquitetura e no urbanismo pregava que a atividade de planejar as cidades era matéria de ordem eminentemente técnica, e que, portanto, possuía a neutralidade política inerente ao trabalho científico. Tal pensamento se formalizou especialmente com o trabalho dos CIAM (do francês Congrès Internationaux d'Architecture Moderne, que significa em português "Congressos Internacionais da Arquitetura Moderna") e, especialmente, com a Carta de Atenas. Reflexos deste pensamento urbanístico podem ser observados em projetos de novas áreas de expansão urbana totalmente desvinculados das necessidades efetivas das comunidades que aí morariam. O Plano Piloto de Brasília é considerado o exemplo mais perfeito deste tipo de urbanismo modernista.
Entre 1900 e 1930, muitas cidades nos Estados Unidos introduziram comissões de planejamento urbano e leis de zoneamento. Um dos mais famosos planos de revitalização urbana desse período foi o Plano Burnham, que revitalizou uma grande parte da cidade de Chicago.
A explosão populacional da década de 1950 e da década de 1960 criou problemas como congestionamentos, poluição, aparecimento ou crescimento de favelas, e falta de moradia. Para vencer os novos desafios destas cidades em crescimento, agências de planejamento urbano precisaram expandir seus programas, incluindo novas residências, áreas recreacionais e melhores distritos comerciais e industriais.
Atualmente, o planejamento urbano de uma cidade é geralmente feito por acordos entre agências governamentais e empresas privadas, especialmente nos países desenvolvidos. Nos países subdesenvolvidos, porém, o planejamento urbano passa por um momento de redefinição. Se, por um lado, tais países atravessaram longos períodos de planejamento centralizador e autoritário (não raro resultando em periferias urbanas espraiadas, estruturadas por projetos residenciais movidos mais pelo caráter quantitativo que pelo qualitativo), nas últimas duas décadas, o planejamento urbano no Brasil, por exemplo, tem procurado colocar-se como possível mediador no conflito social pelo solo urbano. O foco do planejamento, pelo menos academicamente, deslocou-se do regulamento do uso e ocupação do solo para o tratamento dos processos especulativos de produção do espaço urbano, colocando-se contra ou a favor deles. Surge daí a ideia de planejamento urbano participativo (trabalhada por exemplo por teóricos como Ermínia Maricato, ex-Secretária Executiva do Ministério das Cidades) no qual as decisões são tomadas através de um processo democrático no qual o profissional não assume mais o papel de "autor do plano", mas de "condutor do processo". Contrariamente a esta tendência, teóricos internacionais, como Manuel Castells, propõem o que se convencionou chamar de planejamento urbano estratégico, que procura tratar as cidades sob a lógica da guerra fiscal e de sua localização na suposta nova rede de cidades globais.

## Plano diretor

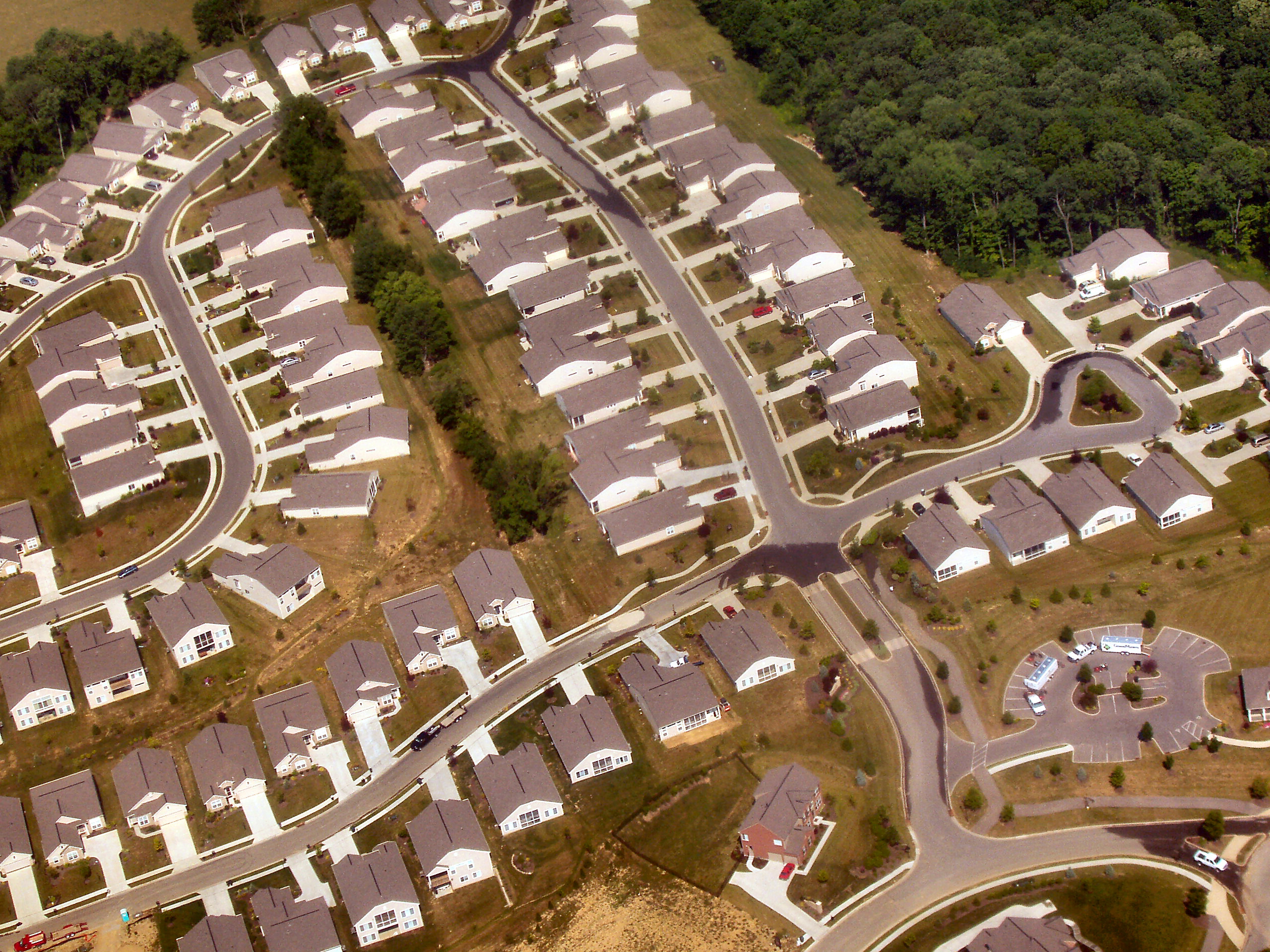
Novas áreas residenciais devem ser planejadas com cuidado, para que possam integrar-se com serviços municipais já existentes: na foto, casas planejadas em Union, no Kentucky

Um plano diretor, plano compreensivo ou plano mestre, é um plano criado por um grupo de planejadores urbanos que tem impacto válido para toda a comunidade da cidade, por um certo período de tempo.
Considera-se que o plano diretor municipal constitui-se como principal política pública de planejamento urbano ou, pode-se dizer, de ordenamento do território, uma vez que a complexidade do tecido urbano em expansão necessita de diretrizes para se ordenar o espaço conforme os diferentes usos do solo (residencial, lazer, equipamentos técnicos e social, comercial, industrial entre outros).
Um plano diretor mostra a cidade como ela é atualmente e como ela deveria ser no futuro. Um plano diretor mostra como o terreno da cidade deve ser utilizado e se a infraestrutura pública de uma cidade como educação (escolas e bibliotecas), vias públicas (ruas e vias expressas), policiamento e de cobertura contra incêndio, bem como saneamento de água e esgoto, e transporte público, deve ser expandida, melhorada ou criada.
Além disso, o plano diretor deve definir as áreas que podem ser adensadas, com edifícios de maior altura, as áreas que devem permanecer com média ou baixa densidade, e aquelas áreas que não devem ser urbanizadas, tais como as áreas de preservação permanente.
O plano diretor tem, como objetivo principal, fazer com que a propriedade urbana cumpra sua função social, entendida como o atendimento do interesse coletivo em primeiro lugar, em detrimento do interesse individual ou de grupos específicos da sociedade. Um exemplo é a necessidade de prever uma destinação adequada aos terrenos urbanos, especialmente aqueles subutilizados e localizados em áreas dotadas de infraestrutura (Brasil, 2002).
Limites impostos pelo plano diretor incluem a altura máxima de estruturas em algumas ou em todas as regiões da cidade, por exemplo.

### Desenvolvimento do plano diretor
Durante o processo de elaboração do plano diretor, os planejadores urbanos, representados por profissionais de várias áreas, como engenheiros, arquitetos e urbanistas, geólogos, economistas, sociólogos, geógrafos, antropólogos, juristas, estatísticos, biólogos, analisam a realidade existente do município e, com a participação da sociedade civil, representada por comerciantes, agricultores, associações de moradores, organizações não governamentais e movimentos sociais, propõe novos rumos de desenvolvimento do município, buscando-se alcançar a realidade desejada por toda a população.
Desde 2001, a legislação brasileira exige que a elaboração e a revisão de um plano diretor seja realizada de forma participativa e democrática, por meio de debates públicos, audiências, consultas e conferências. Se não houver participação da sociedade civil, o plano diretor pode ser invalidado.
Atualmente, muitos especialistas em planejamento urbano usam computadores no trabalho. Computadores processam a informação que os planejadores analisam ao formar o plano diretor. Computadores são usados também para a criação de mapas.
Geralmente, em pequenas cidades, um plano diretor é desenvolvido por uma companhia privada, que então manda o plano para o governo ou município, para aprovação. Já em cidades maiores, é uma agência pública que desenvolve o plano diretor. Grandes cidades costumam possuir um departamento próprio para o planejamento urbano, que é responsável por desenvolver, alterar e implementar o plano diretor.

### Plano diretor
O alvo de um plano diretor é fazer a vida urbana mais confortável, aproveitável, segura, além de fornecer um terreno propício ao crescimento econômico da cidade. Um plano diretor inclui, quase sempre, instalações de transporte público, bem como áreas de recreação, escolas e facilidades comerciais.
Um plano diretor recomenda como o terreno da cidade deve ser usado. O plano geralmente divide a comunidade em secções separadas para casas e edifícios de apartamentos, comércio, indústria e áreas para instalações públicas. A altura-limite das estruturas também é delimitada, sendo que geralmente o centro financeiro possui os maiores limites. Pode-se permitir apenas a construção de pequenas casas em um dado bairro, enquanto em que outro, permite-se a construção de prédios de apartamentos e de casas geminadas. Planos diretores de certas cidades, porém, não impõem restrições quanto ao limite de altura de qualquer estrutura e/ou zoneamento, em qualquer área da cidade, como em Houston, no Texas, nos Estados Unidos.
Um plano diretor também pode pedir a demolição de prédios em uma dada região e regular os tipos de serviços a serem oferecidos dentro de uma dada região, permitindo, por exemplo, a presença de pequenas indústrias e estabelecimentos comerciais, mas proibindo grandes indústrias. Alguns planos podem permitir o desenvolvimento de áreas de uso mistos, com uma combinação de indústrias, comércio e residências.
Além disso, um plano diretor também sugere meios de melhorar a aparência e a beleza da comunidade, com a construção de parques, grandes avenidas e centros cívicos. Outros serviços públicos como a criação ou a expansão do sistema de saneamento básico e vias públicas (tais como ruas e vias expressas) também podem ser incluídos.
Planejadores urbanos, desde o século XIX, preocupam-se muito com o a aparência de uma cidade, embora atualmente preocupam-se mais com problemas econômicos e sociais. Planos diretores podem incluir também propostas para um melhor crescimento econômico, educação e assistência social para os necessitados.

## Da teoria para a prática
Planejadores urbanos precisam de duas coisas para fazer seus projetos saírem do papel e serem realizados na prática: apoio e dinheiro. Ambos vêm das autoridades que apoiam os planejadores urbanos, sendo o dinheiro, indiretamente, pelos impostos, vindos da população da cidade a ser afetada por tais planos.

### Apoio público
Grande oposição pública pode fazer com que as autoridades municipais ou governamentais recusem-se a apoiar um dado plano diretor. Oposição pública acontece porque ou grande parte da população acha que tal plano irá beneficiar apenas uma pequena parcela da população da cidade ou que sairá caro demais para cidade, seja em termos econômicos ou culturais (exemplo: demolição de patrimônios históricos etc.).

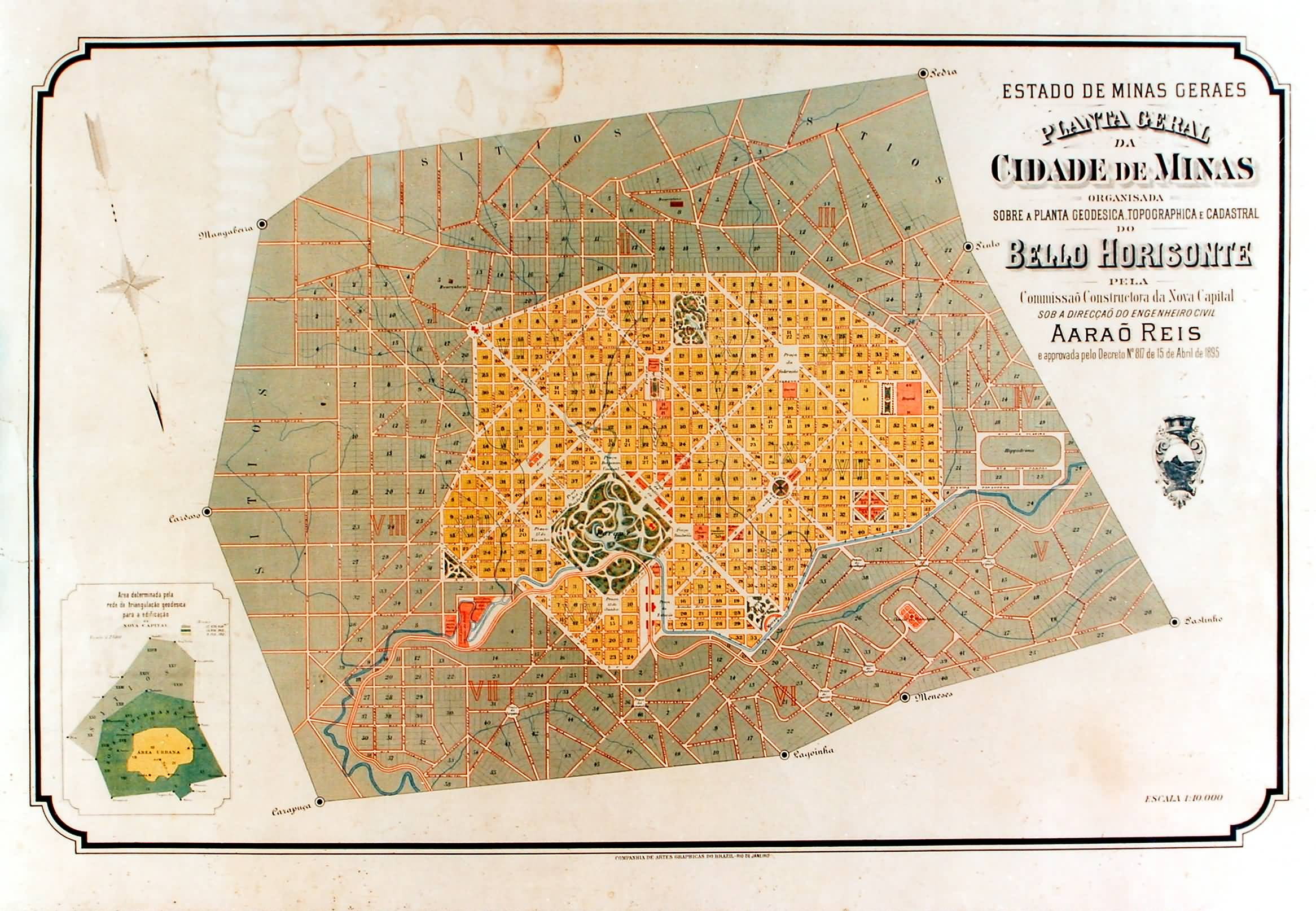
Planta da cidade de Belo Horizonte.

Por outro lado, se um plano diretor inclui propostas para a solução ou minimização de certos problemas da cidade, tal plano geralmente tende a receber maior apoio da população. Isto inclui a construção de ruas, autoestradas e/ou metrô em cidades com grandes problemas de trânsito, casas que podem ser alugadas ou compradas a baixos preços para uma grande população de classe baixa, abrigos para uma grande população de sem-tetos e de parques e outras facilidades recreacionais.

### Suporte econômico
Planejadores urbanos precisam ter influência sobre a comunidade, e o desenvolvimento físico desta. Isto é possível através da municipalidade e o poder desta de fazer com que as leis de zoneamento e regras sobre a construção de casas e prédios sejam efetivamente cumpridas pela população em geral. Planejadores urbanos também dependem das autoridades municipais para a expropriação de propriedades e terrenos, quando necessária para a realização do projeto.
Leis de zoneamento urbano designam os tipos de estruturas que são permitidas em uma dada área da comunidade. Quando planejadores urbanos pretendem fazer com que uma dada zona seja apenas residencial, então, apenas casas e, talvez, prédios de apartamentos, serão permitidas. As leis de zoneamento urbano também limitam o tamanho dos terrenos a serem vendidos, a localização de placas e sinais.
Já as regras sobre a construção de casas e prédios regulam a qualidade e a segurança da construção destas, a altura e o tamanho das estruturas, o número máximo de ocupantes por estrutura, bem como a qualidade dos canos de água e esgoto, e do sistema elétrico.

## Novas cidades
O termo planejamento urbano também vale para a criação e desenvolvimento de novas cidades ou comunidades, que se diferenciam de subúrbios por uma razão: enquanto subúrbios são desenhados geralmente apenas como comunidades residenciais de baixa densidade, para pessoas que trabalham em cidades próximas, o planejamento e a construção de novas cidades têm o objetivo de tornar tais cidades totalmente independentes e autossustentáveis, com, por exemplo, a designação de grandes áreas comerciais ou industriais, que, em volta, irão atrair habitantes à cidade.
Planejadores urbanos encarregados da construção de novas cidades fazem o possível para garantir que a nova comunidade possua suficientes oportunidades de trabalho para todos os habitantes, tornando possível a construção destas cidades em áreas relativamente isoladas. Porém, novas cidades também são projetos extremamente caros, sendo poucas as cidades de grande porte que foram criadas planejadamente. Exemplos incluem: Brasília, a capital do Brasil; Goiânia, capital de Goiás; Belo Horizonte, capital de Minas Gerais; Teresina, capital do Piauí; Palmas, capital do Tocantins; Rio Claro, no interior de São Paulo; Canberra, a capital da Austrália; Washington, DC, a capital dos Estados Unidos; Nova Déli, a capital da Índia; Islamabade, a capital do Paquistão; Abuja, a capital da Nigéria; Astana, a capital do Cazaquistão; Nepiedó, a capital de Mianmar ou Birmânia; Thimbu, a capital do Butão; Quioto, a antiga capital do Japão; além da cidade de La Plata, capital da província de Buenos Aires, na Argentina. Além destas, também existem outras diversas cidades planejadas espalhadas pelo mundo, sobretudo nos países do antigo bloco socialista, já que o planejamento urbano foi largamente implantado e difundido pela então União Soviética.
Outra opção, mais barata, é a construção de vilas em torno de uma cidade. Vilas provém seus habitantes com oportunidades de trabalhos, que, porém, são insuficientes para atender boa parte da força de trabalho. Muitos trabalhadores têm de trabalhar em outras cidades próximas, e, por esta razão, vilas precisam estar localizadas perto de uma cidade. O Reino Unido, a Suécia a Noruega e a Dinamarca são os países que mais constroem novas vilas de tempos em tempos. Os governos destes países ajudam com contribuições econômicas e a compra da terra necessária para as novas municipalidades.
Na França, a Ville nouvelle ou Vila nova é uma nova forma de urbanismo. Exemplos de villes nouveeles são Cergy-Pontoise, Marne-la-Vallée, Sénart, Évry e Saint-Quentin-en-Yvelines ne região de Paris, Lille-Est em Villeneuve-d'Ascq, perto de Lille, L'Isle-d'Abeau, perto de Lyon, Étang de Berre, perto de Marselha e Vaudreuil, perto de Ruão, que, posteriormente, tornou-se Val-de-Reuil.

## Planejamento

### Estética

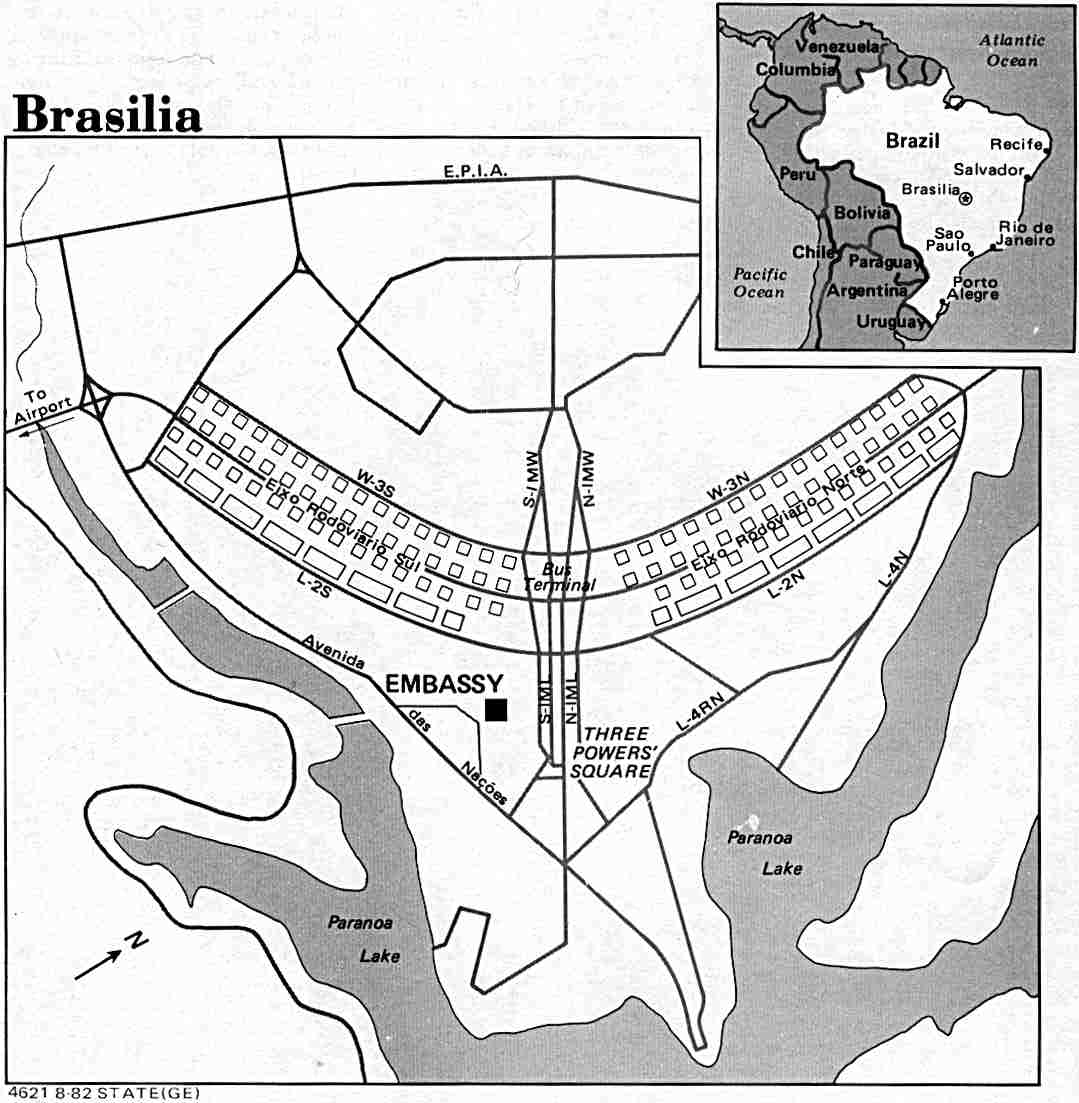
O Plano Piloto de Brasília foi construído curiosamente em forma de avião.

Em países desenvolvidos, muitas pessoas são contra o uso excessivo de artigos humanos como propagandas, sinais, placas, que geram poluição visual. Outros assuntos relacionados são tensões entre o crescimento da periferia, a densidade populacional em crescimento as cidades e o planejamento e construção de novas cidades.
Planejadores urbanos de sucesso levam o caráter, de "casa" e "senso de lugar", identidade local, respeito por heranças naturais, artísticas e históricas, e o entendimento dos (possíveis) principais problemas como tráfego, transporte, utilidades e desastres naturais.
Embora as cidades que sejam planejadas desde o começo - como no caso de Brasília - os planejadores são importantes em planejar o crescimento destas cidades. Examinadas historicamente, várias cidades, atualmente consideradas como uma das mais belas do mundo, são o resultado de restritos planos diretores.
Algumas cidades são planejadas desde o começo, e embora nem sempre os resultados saiam como o esperado, evidências do plano diretor inicial muitas vezes permanecem. Algumas das cidades planejadas de maior sucesso consistem de células que incluem parques e espaços abertos, repetindo por várias vezes esta célula. Geralmente, as células são separadas por ruas. Muitas vezes cada célula possui monumentos e características únicas, tornando as células diversas entre si. Estas diferenças ajudam a instituir um "senso de lugar" na cidade, enquanto as similaridades das células fazem cada lugar da cidade familiar aos habitantes da cidade.

### Segurança
Muitas cidades são construídas em lugares vulneráveis a enchentes, tempestades, guerra e desastres naturais como terremotos, furacões e vulcões ativos. Os planejadores urbanos, ao planejar uma cidade, também devem levar em conta estes fatores. Se os perigos estão localizados e podem ser prevenidos, como enchentes, por exemplo, uma solução pode ser a construção de parques e espaços abertos. Outra solução, mais prática, é simplesmente construir a cidade em terrenos de alta altitude e os parques, espaços verdes e fazendas em terrenos de menor altitude.
Quando a cidade é vulnerável a desastres naturais, enchentes, guerra ou outras emergências, a construção de um sistema eficiente de transporte, adaptado para evacuações, quando necessário, é considerada, bem como a construção de centros operacionais de emergência, como abrigos, por exemplo. Podem ser muitas vezes de baixo custo, e muitos consideram esta medida como cuidados razoáveis para qualquer espaço urbano. Outras cidades também planejam e constroem muros e canais como medida de proteção.
Alguns métodos de planejamento urbano, no entanto, podem servir como métodos de segregação, ajudando uma elite a controlar cidadãos ordinários. Um exemplo foi Roma na década de 1930, quando o fascismo da década de 1930 criou vários bairros nos limites da cidade onde criminosos e a classe baixa foram despejados, longe do Centro da cidade.

### Transportes

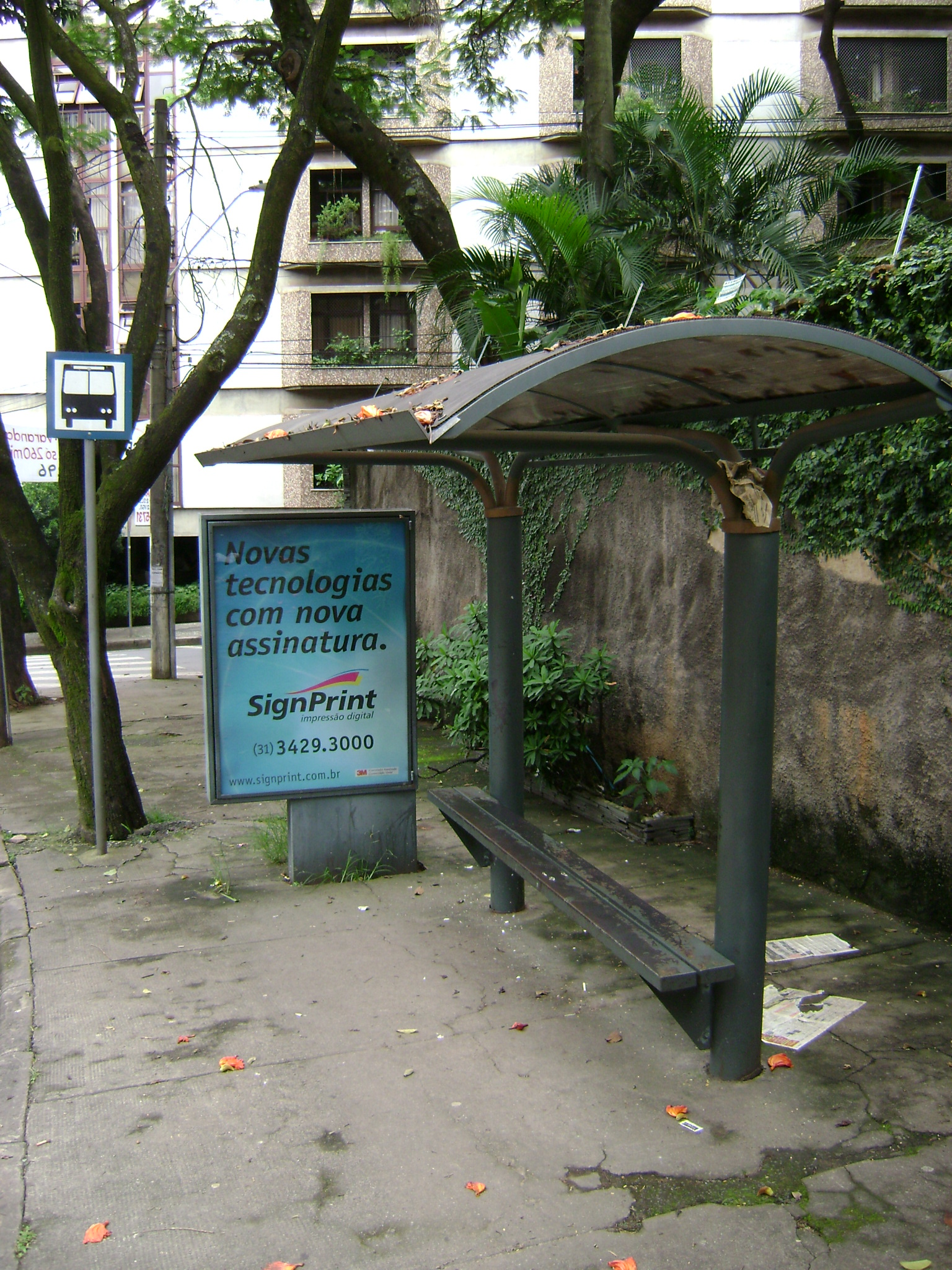
Um ponto de ônibus no bairro Anchieta, em Belo Horizonte.

Existe uma clara conexão entre a densidade de uma dada região urbana e a quantidade de transporte dentro desta região. Transporte de boa qualidade - que inclui desde uma malha de transporte público bem planejada até um sistema de vias públicas capazes de atender tráfego com eficiência - é muitas vezes procedida por desenvolvimento. Porém, este sistema eficiente de transportes pode ser arruinada quando esta região desenvolve-se demais, tornando-se mais densa que um dado limite.
Um planejamento urbano eficiente tenta colocar zonas comerciais e residenciais de alta densidade próximos a meios de transporte em massa. Por exemplo, algumas cidades permitem prédios comerciais e residenciais somente quando elas estão a um quarteirão de distância de estações de trens, metrô ou vias públicas tais como ruas e avenidas de duas faixas por sentido ou mais, enquanto posicionam casas de família e parques mais longe destes pontos de transporte.
A densidade de uma área é geralmente medida como a área total das estruturas (incluindo todos os andares) dividida pela área do terreno que estas propriedades ocupam. Quando o total é menor que 1,5, a área é de baixa densidade, enquanto totais maiores do que 5 são áreas de alta densidade. A maioria dos centros de cidade, por exemplo, possuem totais significativamente maiores do que 5. Locais ocupados por arranha-céus podem atingir um total de 30 ou mais. Municípios tentam muitas encorajar densidades menores, porque isto reduz custos de infraestrutura, embora alguns especialistas observam que baixas densidades podem não acomodar população suficiente para tal infraestrutura (educação, saúde, etc.).
Carros são eficientes como meio de transporte em regiões de densidade de até 1,5. Densidades entre 1,5 a 5 são mais eficientemente servidas por ônibus e densidades maiores que 5 são mais eficientemente servidas por trens e metrô.

### Meio ambiente
O processo de urbanização influencia o meio ambiente, assim como também é influenciado por este.
No processo de planejamento urbano, questões ambientais são importantes, pois é possível se prever usos e impactos e fazer um zoneamento da região de forma que cada atividade interfira o mínimo possível nas atividades vizinhas e no meio ambiente. Levar as condições ambientais em consideração ajuda na preservação dos recursos naturais e da capacidade de o ambiente se recuperar dos danos causados pela urbanização, além de proporcionar um bem-estar maior à população.
Mas, para isso, falta uma harmonização na Constituição Brasileira entre o plano diretor e o relatório de impacto do meio ambiente para que não ocorram barreiras à execução dos objetivos propostos nos planos diretores.

## Críticas ao planejamento urbano
A maior parte da população de uma comunidade tende a apoiar os objetivos do planejadores urbanos, mas uma minoria critica os métodos usados para o alcance desses objetivos.

### Objetivos errados
Alguns críticos argumentam que planejadores urbanos se importam primariamente com a estética e com o comércio da cidade, ao invés de se concentrar em propostas para a solução de problemas sociais como trânsito ou poluição, ou que certos planos tendem a aumentar problemas sociais já existentes, como, por exemplo, a autorização de construção de parques e prédios de apartamentos de luxo, que muitas vezes substituem residências de baixo custo.
Mesmos os críticos dividem-se: uns acreditam que certos planejadores urbanos põem ênfase demais no futuro das cidades, e não o suficiente para a solução de problemas sociais já existentes, e outros criticam planejadores urbanos que buscam solucionar tais problemas a curto prazo.

### Altos custos
Críticos argumentam que o custo de um plano diretor sai caro para o município e seus habitantes, uma vez que o suporte econômico fornecido ao plano quase sempre provém dos impostos pagos por tais habitantes. Tais críticos dizem que planejadores urbanos tendem a fazer tudo de uma vez só.

### Tempo necessário
Tempo necessário para a finalização de um programa de planejamento urbano é uma das críticas mais comuns. Alguns críticos e líderes políticos argumentam que os resultados de um dado plano diretor chegam tarde demais para solucionar corretamente os problemas que o plano estava destinado a corrigir.

### Controle da municipalidade
Muitas pessoas são contra o poder da municipalidade (ou outro órgão público) de poder forçar indivíduos a vender suas propriedades e de regular o uso de propriedades e terrenos. Tais pessoas vêm isso como uma violação dos direitos de propriedade. Outras pessoas também criticam planejadores urbanos e suas decisões, uma vez que eles, os planejadores urbanos, não são pessoas que foram eleitas pela população.
Por isso é que o Plano Diretor deve ser elaborado com uma equipe multidisciplinar com representantes da sociedade organizada sob o comando de um Coordenador técnico com capacidade de aglutinação de ideias.
Devemos lembrar que o Plano Diretor deve ser dinâmico e organizado para um longo período, portanto estar vinculado a um conselho municipal multidisciplinar que o atualizará sempre que necessário, encaminhado as propostas através do prefeito para encaminhamento à Câmara Municipal caso haja necessidade de alguma regulamentação.

### Reduzindo críticas
Planejadores urbanos claramente precisam de suporte público. Para a minimização das críticas, o tempo entre diferentes projetos é aumentado, diminuindo gastos. Planejadores urbanos esperam que mais pessoas fiquem convencidas do valor das ações implementadas pelo planejamento urbano, à medida que mais projetos alcancem sucesso.